# إدوارد رومانيوتا
إدوارد إدواردوفيتش رومانيوتا (الأوكرانية: Едуард Едуардович Романюта ؛ من مواليد 23 أكتوبر 1992) مغني وكاتب أغاني وممثل ومقدم تلفزيوني أوكراني. مثل مولدوفا في مسابقة الأغنية الأوروبية لعام 2015 بأغنيته "I Want Your Love" ، التي فشلت في التأهل للنهائي الكبير في المسابقة.